# El invitado de Drácula
El invitado de Drácula es un relato corto de la colección El invitado de Drácula y otras historias de terror publicada por primera vez en 1914, dos años después de la muerte de su autor, Bram Stoker.

## Historias de la colección
Las historias de la colección eran:
- "Dracula's Guest" (El invitado de Drácula)
- "The Judge's House"
- "The Squaw"
- "The Gipsy Prophecy"
- "The Coming of Abel Behenna"
- "The Burial of the Rats"
- "A Dream of Red Hands"
- "Crooken Sands"
- "The Secret of the Growing Gold"

## El invitado de Drácula
Florence Stoker, viuda de Bram Stoker, declaró que El invitado de Drácula era un episodio del diario de Jonathan Harker y el primer capítulo del manuscrito original de Drácula, que los editores consideraron superfluo para la historia. Aunque esta declaración es la más extendida, algunos estudiosos como David J. Skal y Elizabeth Miller, entre otros, están en desacuerdo.

### Argumento
El invitado de Drácula sigue en su viaje a un caballero inglés (cuyo nombre nunca se menciona en el relato pero se supone que es Jonathan Harker, uno de los protagonistas de Drácula) mientras pasea en carruaje por la ciudad de Múnich antes de dirigirse a Transilvania. Es la Noche de Walpurgis, y a pesar de las advertencias del asustado cochero (Johann), llegados a una alta meseta a las afueras de la ciudad el joven inglés deja temerariamente el carruaje y desciende solo por un serpenteante camino con intención de ver el pueblo abandonado que el cochero le ha dicho que hay en un hondo valle. Antes de perder de vista el carruaje, en lo alto de una colina vislumbra un extraño alto y delgado.
El relato concluye en un antiguo y oscuro cementerio en medio de un bosque, donde hay una tumba de mármol (con una gran estaca de hierro atravesándolo) en la que se encuentran grabadas las palabras Denn die Toten reiten schnell (“Porque los muertos viajan deprisa”, fragmento del poema "Lenore", de Gottfried August Bürger), y donde se encuentra con el espectro de una vampiresa llamada Condesa Dolingen de Graz. El espíritu de este malévolo y hermoso vampiro despierta de su encierro de mármol para conjurar una tormenta de nieve antes de ser golpeado por un rayo y volver a su prisión de piedra. Sin embargo, los problemas del caballero inglés no han terminado, pues un lobo emerge de la ventisca y lo ataca. Sin embargo, el lobo se limita a mantenerlo caliente y vivo en la nieve hasta que llega ayuda.
Cuando el protagonista finalmente es devuelto a su hotel, le espera un telegrama de Drácula, con el que va a reunirse en Transilvania, y en el que le advierte de los peligros de la nieve y los lobos en la noche.

### Adaptaciones cinematográficas, televisivas y en otros medios
- David O. Selznick compró los derechos para hacer la película de El invitado de Drácula y posteriormente los revendió a los estudios Universal. La película La hija de Drácula (1936) de la Universal estaba supuestamente basada en la historia, aunque realmente no utiliza nada en la trama.[2]
- Vampyros Lesbos (1971) es una historia de horror y erotismo que fue dirigida por Jesús Franco y que supuestamente fue inspirada por el relato corto de Bram Stoker.
- La maldición de Drácula de Bram Stoker es una película que utiliza el título del nombre alternativo de El invitado de Drácula, pero que al igual que adaptaciones predecesoras guarda poco parecido.
- Drácula fue adaptado en cómic por Dynamite Entertainment en el año 2009 como una miniserie en cinco partes. La miniserie se titulaba Drácula completo, e incorpora El invitado de Drácula a la historia.[3]

### Datos curiosos
- Bram Stoker creció cerca del lugar de enterramiento en la intersección de Clonliffe Road y Ballybough Road, y en el relato "El invitado de Drácula" menciona "la antigua costumbre de enterrar a los suicidas en las encrucijadas",[4] denominada felo de se.

## La heredera de Drácula
El libro titulado La heredera de Drácula (2008), escrito por Sam Stall, considera El invitado de Drácula una historia verdadera y la extiende. En El heredero de Drácula la historia gira en torno al capítulo eliminado de Drácula. La mujer vampiro de El invitado de Drácula es la asesina de La heredera de Drácula y la razón de que el capítulo fuera eliminado fue porque no quería que se revelara su identidad.